# Siwar Bousetta
Siwar Bousetta (arab. سوار بوستّة; ur. 23 lipca 1999) – tunezyjska zapaśniczka walcząca w stylu wolnym. Dwukrotna olimpijka. Zajęła trzynaste miejsce w Paryżu 2024 w kategorii do 62 kg i piętnaste w Tokio 2020 w kategorii 57 kg.
Zajęła szesnaste miejsce na mistrzostwach świata w 2023 roku.
Brązowa medalistka igrzysk afrykańskich w 2019. Mistrzyni Afryki w 2023; druga w 2022 i trzecia w 2020. Wicemistrzyni igrzysk śródziemnomorskich w 2022. Triumfatorka mistrzostw śródziemnomorskich w 2018. Wygrała igrzyska frankofońskie w 2023. Wicemistrzyni Afryki juniorów w 2016, 2018 i 2019. Mistrzyni Afryki kadetów w 2016 roku.